# Gustaw (książę Danii)
Gustaw, książę Danii, właśc. Krystian Fryderyk Wilhelm Waldemar Gustaw, duń. Christian Frederik Vilhelm Valdemar Gustav (ur. 4 marca 1887 w Charlottenlundzie; zm. 5 października 1944 w Kopenhadze) – duński książę.

## Życiorys
Syn króla Danii Fryderyka VIII Glücksburga (1843–1912) i Luizy Bernadotte (1851–1926), córki króla Szwecji i Norwegii Karola XV. Miał siedmioro rodzeństwa. Najstarszy brat Chrystian (1870–1947) został królem Danii, a o dwa lata młodszy od Chrystiana Karol, królem Norwegii jako Haakon VIl (1872–1957).
Jako dziecko cierpiał na poważne schorzenia, które spowodowały u niego sporą nadwagę. Służył w wojsku, ale stosunkowo szybko zakończył służbę w armii. Większość życia spędził goszcząc w domu siostry Tyry. Gustaw nigdy się nie ożenił i nie posiadał dzieci. Jako książę duński został pochowany w tradycyjnym pochówku rodziny królewskiej w katedrze w Roskilde.

## Genealogia
| Prapradziadkowie                            | Fryderyk Karol Schleswig-Holstein-Sonderburg-Beck (1757-1816) ∞1780 Fryderyka Amalia Schlieben (1757-1827)           | Karol Hessen-Kassel (1744-1836) ∞1766 Luiza Oldenburg (1750-1831)                                                    | Fryderyk Hessen-Kassel (1747-1837) ∞1786 Karolina Polyxena Nassau-Usingen (1762-1823) | Fryderyk Oldenburg (1753-1805) ∞1774 Zofia Mecklenburg-Schwerin (1758-1794)          | Król Szwecji i Norwegii Karol XIV Jan (1763-1844) ∞1797 Dezyderia Clary (1777-1860)              | Eugeniusz de Beauharnais (1781-1824) ∞1806 Augusta Amalia Wittelsbach (1788-1851)                | Król Holandii Wilhelm I Oranje-Nassau (1772-1843) ∞1791 Wilhelmina Hohenzollern (1774–1837) | Król Prus Fryderyk Wilhelm III Pruski (1770-1840) ∞1793 Augusta Wilhelmina Mecklemburg-Strelitz (1776-1810) |
| Pradziadkowie                               | Fryderyk Wilhelm Schleswig-Holstein-Sonderburg-Glücksburg (1785-1831) ∞1810 Luiza Karolina Hessen-Kassel (1789-1867) | Fryderyk Wilhelm Schleswig-Holstein-Sonderburg-Glücksburg (1785-1831) ∞1810 Luiza Karolina Hessen-Kassel (1789-1867) | Wilhelm Heski (1787-1867) ∞1810 Luiza Charlotta Oldenburg (1789-1864)                 | Wilhelm Heski (1787-1867) ∞1810 Luiza Charlotta Oldenburg (1789-1864)                | Król Szwecji i Norwegii Oskar I Bernadotte (1799-1859) ∞1823 Józefina de Beauharnais (1807-1876) | Król Szwecji i Norwegii Oskar I Bernadotte (1799-1859) ∞1823 Józefina de Beauharnais (1807-1876) | Wilhelm Fryderyk Oranje-Nassau (1797-1881) ∞1825 Ludwika Hohenzollern (1808-1870)           | Wilhelm Fryderyk Oranje-Nassau (1797-1881) ∞1825 Ludwika Hohenzollern (1808-1870)                           |
| Dziadkowie                                  | Król Danii Chrystian IX Glücksburg (1818-1906) ∞1842 Luiza Hessen-Kassel (1817-1898)                                 | Król Danii Chrystian IX Glücksburg (1818-1906) ∞1842 Luiza Hessen-Kassel (1817-1898)                                 | Król Danii Chrystian IX Glücksburg (1818-1906) ∞1842 Luiza Hessen-Kassel (1817-1898)  | Król Danii Chrystian IX Glücksburg (1818-1906) ∞1842 Luiza Hessen-Kassel (1817-1898) | Król Szwecji i Norwegii Karol XV Bernadotte (1826-1872) ∞1851 Ludwika Orańska (1828-1871)        | Król Szwecji i Norwegii Karol XV Bernadotte (1826-1872) ∞1851 Ludwika Orańska (1828-1871)        | Król Szwecji i Norwegii Karol XV Bernadotte (1826-1872) ∞1851 Ludwika Orańska (1828-1871)   | Król Szwecji i Norwegii Karol XV Bernadotte (1826-1872) ∞1851 Ludwika Orańska (1828-1871)                   |
| Rodzice                                     | Król Danii Fryderyk VIII Glücksburg (1843-1912) ∞1869 Luiza Bernadotte (1851-1926)                                   | Król Danii Fryderyk VIII Glücksburg (1843-1912) ∞1869 Luiza Bernadotte (1851-1926)                                   | Król Danii Fryderyk VIII Glücksburg (1843-1912) ∞1869 Luiza Bernadotte (1851-1926)    | Król Danii Fryderyk VIII Glücksburg (1843-1912) ∞1869 Luiza Bernadotte (1851-1926)   | Król Danii Fryderyk VIII Glücksburg (1843-1912) ∞1869 Luiza Bernadotte (1851-1926)               | Król Danii Fryderyk VIII Glücksburg (1843-1912) ∞1869 Luiza Bernadotte (1851-1926)               | Król Danii Fryderyk VIII Glücksburg (1843-1912) ∞1869 Luiza Bernadotte (1851-1926)          | Król Danii Fryderyk VIII Glücksburg (1843-1912) ∞1869 Luiza Bernadotte (1851-1926)                          |
| Gustaw Glücksburg (1887-1944), Książę Danii | | |                                                                                       |                                                                                      |                                                                                                  |                                                                                                  |                                                                                             | |